# Герб Сызрани
Герб Сызрани — официальный символ городского округа и города Сызрань, наряду с флагом. Впервые утверждён 22 декабря 1780 года, современный вариант — 19 марта 2002 года. Внесён в Государственный геральдический регистр Российской Федерации, регистрационный номер — 1389.

## Описание
Официальное описание герба:
В золотом поле на зелёной земле идущий чёрный бык
Герб может воспроизводиться в двух равнодопустимых версиях:
- без вольной части;
- с левой вольной частью — четырёхугольником, примыкающим изнутри к верхнему краю герба города Сызрани с воспроизведёнными в нем фигурами герба Самарской области[2].

Версия герба с вольной частью может применяться после внесения герба Самарской области в Государственный геральдический регистр Российской Федерации и соответствующего законодательного закрепления порядка включения в гербы муниципальных образований Самарской области вольной части с изображением герба Самарской области.

## Символика
За основу герба взят исторический герб города Сызрани, утверждённый 22 декабря 1780 года.
Золото в геральдике — символ прочности, величия, богатства, интеллекта, великодушия.
Чёрный цвет в геральдике символизирует благоразумие, мудрость, скромность, честность и вечность бытия.
Зелёный цвет — символ изобилия, жизни и возрождения.
Авторская группа: автор реконструкции герба — Константин Мочёнов (Химки); компьютерный дизайн — Сергей Исаев (Москва).

## История

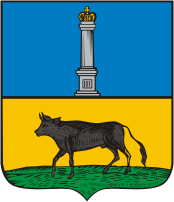
Герб Сызрани, 1780 год

Город Сызрань получил герб 22 декабря 1780 года вместе с другими городами Симбирского наместничества: «В верхней части щита герб Симбирский, в нижней — чёрный бык в золотом поле, означающий изобилие сего рода скота». На выбор для герба города подобного символа повлияло развитие Сызрани, которая к концу XVIII века стала крупным городом и значительным торговым центром. В Сызрани ежегодно проходили три ярмарки и еженедельные базары со значительным оборотом, была развита торговля скотом.

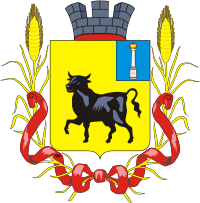
Проект герба Сызрани, 1863 год

В 1863 году был создан другой вариант герба города, разработанный Б.В. Кёне: «В золотом щите чёрный с червлёными глазами бык. В вольной части герб Симбирской губернии. Щит увенчан серебряной башенной короной о трех зубцах и окружён золотыми колосьями, соединёнными Александровской лентой». Проект утверждён не был. Бык на этом гербе символизировал крупную транзитную торговлю скотом. Ежегодно в конце лета из калмыцких степей на север двигались большие стада скота. Купленный сызранскими купцами калмыцкий скот перепродавался в центральные губернии России.
Герб города Сызрани утвержден Постановлением главы Администрации №203 от 19 марта 2002 года и Постановлением Сызранской городской Думы от 27 марта 2002 года №15. Решением Думы городского округа Сызрань от 22 февраля 2006 года № 15 в решение о гербе от 27.03.2002 года внесены изменения. В частности, название МО изменено с «муниципальное образование город Сызрань» на «городской округ Сызрань». Внешний вид и описание герба не изменились. Решением Думы ГО Сызрань от 27 февраля 2013 года № 17 в Положение о гербе Сызрани (2002) также внесены технические правки, не изменившие описание герба. В настоящее время существует мнение о необходимости восстановить герб 1863 года.